# Гойдалка на пружині

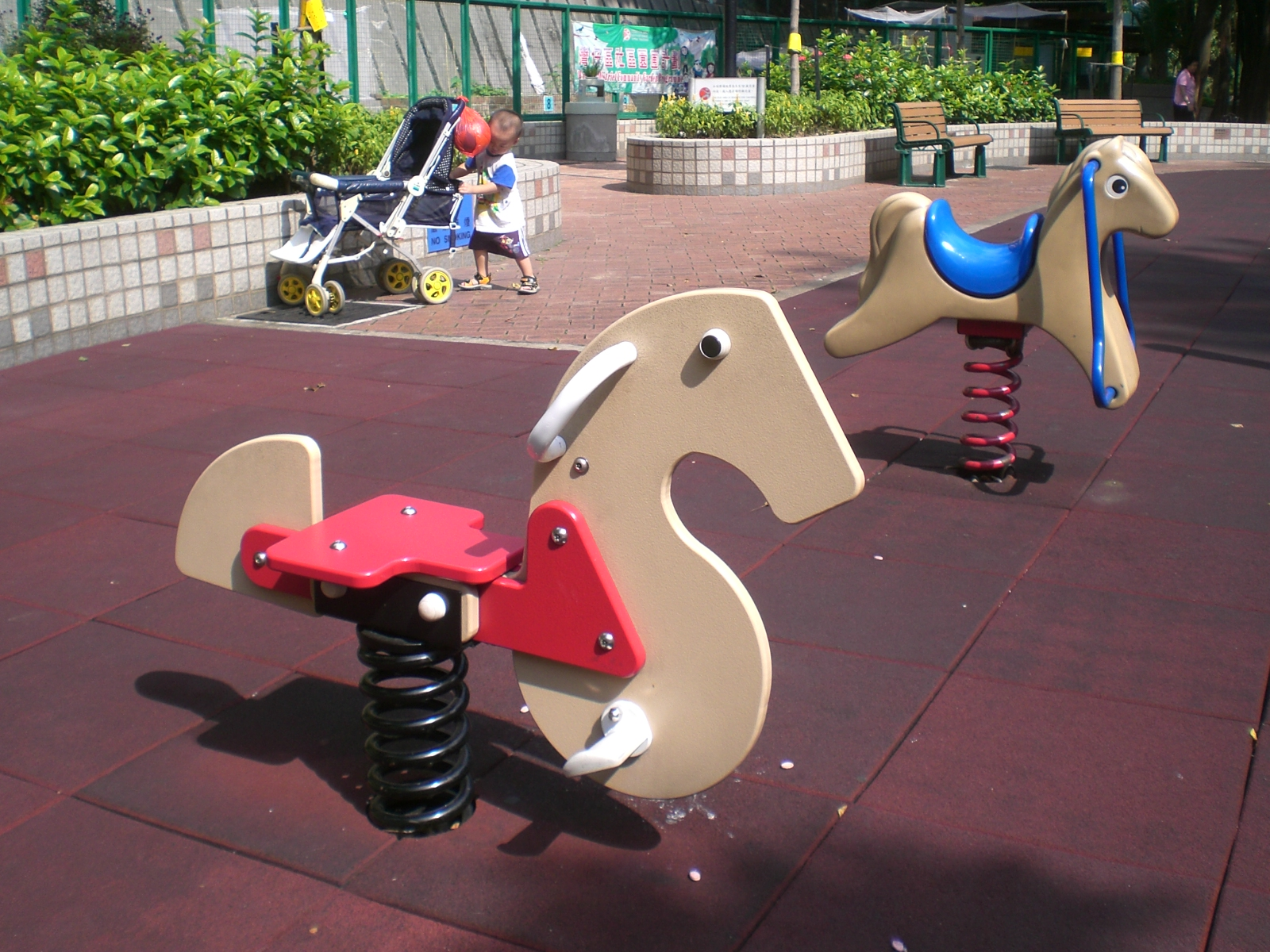
Гойдалки у вигляді конячок на дитячому майданчику

Гойдалка на пружині (також пружинна гойдалка ) — пристосування для розваги та спортивного розвитку дітей, що є дерев'яним або пластиковим сидінням, встановленим на великій металевій пружині. Встановлюють на дитячих майданчиках та інших місцях дитячого відпочинку. Є досить недавнім винаходом у порівнянні з такими традиційними компонентами дитячих майданчиків, як гойдалки, пісочниці, гірки та ін. Витримує до 200 кг.

## Опис
Сидіння зазвичай буває виготовлене у формі тварини (іноді транспортного засобу типу велосипеда) і розфарбоване. Коли дитина залазить і сідає на сидіння, пружина починає розгойдуватися з боку на бік, і дитині доводиться утримувати рівновагу. Як правило, на сидінні є ручки, щоб дитина могла триматися за них. Іноді є підставка для ніг.
Бувають гойдалки з двома або більше сидіннями.

## Історія
Гойдалки на пружині були винайдені на початку 1970-х років датським художником Томом Ліндхардтом (1935—2007) з міста Оденсе. Одного разу одну з його барвистих скульптур поставили у дворі будинку, щоб оживити сірий міський пейзаж, і незабаром виявилося, що більшою мірою ніж милуватися нею як предметом мистецтва діти люблять на ній гратись. У 1970 році Ліндхардт разом з бізнесменом Гансом Фредеріксоном заснували компанію KOMPAN, яка стала займатися обладнанням для дитячих майданчиків (назва була придумана за схожістю з датським словом дан. kumpan «друг, товариш»). Поступово компанія вийшла на міжнародний ринок, а в 1996 її контрольний пакет акцій був куплений інвестиційною компанією KIRKBI INVEST. Перша комерційна модель гойдалки була названа Spilophøne і розфарбована у червоний колір. Згодом з'явилися десятки інших моделей.